# Saminjo
Pour plus de détails, voir Fiche technique et Distribution.
Saminjo (3인조) est un film sud-coréen réalisé par Park Chan-wook, sorti en 1997.

## Synopsis
Trois étrangers doivent collaborer pour une cause commune : un saxophoniste suicidaire nommé Ahn qui vient de découvrir l'infidélité de sa femme et a décidé de braquer une banque, un homme violent nommé Moon et une jeune femme, Maria, qui cherche son enfant disparu.

## Fiche technique
- Titre : Saminjo
- Titre original : 3인조
- Titre anglais : Trio
- Réalisation : Park Chan-wook
- Scénario : Park Chan-wook
- Photographie :
- Montage :
- Production : Joh Neung-yeon (manager)
- Société de production : Cine-2000 Film Production
- Pays :  Corée du Sud
- Genre : Comédie
- Durée : 100 minutes
- Dates de sortie : 
  -  Corée du Sud : 24 mai 1997

## Distribution
- Lee Geung-young : Ahn
- Jeong Seon-kyeong : Maria
- Kim Min-jong : Moon
- Kim Bu-seon
- Kwon Nam-hee : la femme de Choi
- Seo Kwon-sun